# Lloyd Tilghman
Lloyd Tilghman (født 26. januar 1816, død 16. maj 1863) var en jernbaneingeniør og en konfødereret general i den amerikanske borgerkrig, som blev dræbt i slaget ved Champion Hill. Han er mest kendt for sit uduelige forsvar af Fort Henry i 1862.

## Tidlige år
Tilghman blev født på "Rich Neck Manor" i Claiborne, Maryland som søn af James Tilghman, sønnen af revolutionshelten oberstløjtnant Tench Tilghman og Ann C. Shoemaker Tilghman. Han gik på West Point og fik eksamen som en af de sidste i årgang 1836. Han blev udnævnt til midlertidig sekondløjtnant i 1st U.S. Dragoons, men trak sig tilbage efter 3 måneder. Han arbejdede som konstruktionsingeniør i Panama, bortset fra en periode hvor han vendte tilbage til hæren som kaptajn i Maryland og District of Columbias frivillige artilleri fra august 1847 til juli 1852. I 1852 bosatte han sig i Paducah, Kentucky.

## Borgerkrigen
Kort efter starten på borgerkrigen blev Tilghman udnævnt til oberst for 3rd Kentucky Infantry den 5. juli 1861. Han blev forfremmet til Brigadegeneral i den konfødererede hær den 18. oktober. Da general Albert Sidney Johnston søgte efter en officer til at bygge forsvarsstillinger lands de sårbare Tennessee- og Cumberland-floder, var Tilghmans tilstedeværelse i hans område ikke kendt, og opgaven gik til en anden officer. Regeringen i Richmond pegede imidlertid på Tilghmans baggrund som ingeniør og han blev til sidst udvalgt til opgaven. De oprindelige placeringer af forterne Henry og Donelson var udvalgt af en anden general, Daniel S. Donelson, men Tilghman blev sat i spidsen for at bygge dem. Den geografiske placering af Fort Henry var usædvanlig dårlig, på en flodslette ved Tennessee floden, men Tilghman protesterede ikke over placeringen inden det var for sent (Senere skrev han bitter i sin rapport, at Fort Henry var i en "nederdrægtig militær position ... I den militære ingeniørhistorie findes der ingen paralleller til dette eksempel"). Han var også planløs i bygningen af den og det lille Fort Heiman, som lå på Kentucky siden af Tennessee floden, og skændtes med ingeniørerne som var tildelt opgaven. Han udførte et bedre stykke arbejde i bygningen af Fort Donelson, som lå på tørt land, og havde overblik over floden.
Den 6. februar 1862 angreb en hær under brigadegeneral Ulysses S. Grant og kanonbåde under kontreadmiral Andrew H. Foote Fort Henry og Tilghman blev tvunget til overgivelse. (Dette var ikke hans første møde med Grant. Tilghman var i Paducah da Grant erobrede byen den foregående september.) Inden han overgav sig havde han ført hovedparten af sin garnison på en 20 km march til Fort Donelson, og var dernæst vendt tilbage for at overgive sig sammen med en lille flok artillerister, som var efterladt til at forsvare fortet. Den vigtigste grund til nederlaget ved Fort Henry var at vandet i floden var steget så meget at krudtmagasinet og en del af kanonerne stod under vand. Hvis Grants angreb var blevet forsinket et par dage ville det aldrig have fundet sted fordi fortet da stod helt under vand. Tilghman blev holdt som krigsfange på Fort Warren i Boston og blev først løsladt den 15. august, da han blev udvekslet for Unionens general John F. Reynolds. Tilghman huskes for sit mod og tapperhed ved at overgive sig sammen med sine mænd, men han var efterladende i tjenesten ved at opgive kommandoen over sin garnison, som havde ansvaret for forsvaret af både Fort Henry og Fort Donelson. Han blev afløst af brigadegeneral John B. Floyd ved Donelson, hvis hær kæmpede tappert under dårligt lederskab og blev overgivet til Grant den 16. februar 1862.)
Da han vendte tilbage til aktiv tjeneste i efteråret 1862 blev Tilghman brigadekommandør i Mansfield Lovell's division i Earl Van Dorn's Army of the West, med hvilken han kæmpede i Andet slag ved Corinth. Under Vicksburg kampagnen i 1863 blev han ramt i brystet af en granatsplint og dræbt i slaget ved Champion Hill. Han ligger begravet på Woodlawn Cemetery i New York.

## I erindringen om
Paducah Tilghman High School i Paducah, Kentucky, er opkaldt efter General Tilghmans kone, Augusta Tilghman. Lloyd Tilghman House and Civil War Museum er opbygget på Tilghmans gård Paducah.